# Нижняя Сыромятническая улица
Ни́жняя Сыромя́тническая улица — улица в центре Москвы в Басманном районе между железнодорожной линией и Сыромятнической набережной .

## Происхождение названия
Название конца XVIII — начала XIX веков. Дано по Сыромятнической дворцовой конюшенной слободе, которая возникла в XVI веке; слобода была заселена ремесленниками, изготовлявшими из сыромятной кожи конскую сбрую. До постройки Московско-Курской железной дороги являлась единой с Верхней Сыромятнической улицей Сыромятнической улицей.

## Описание

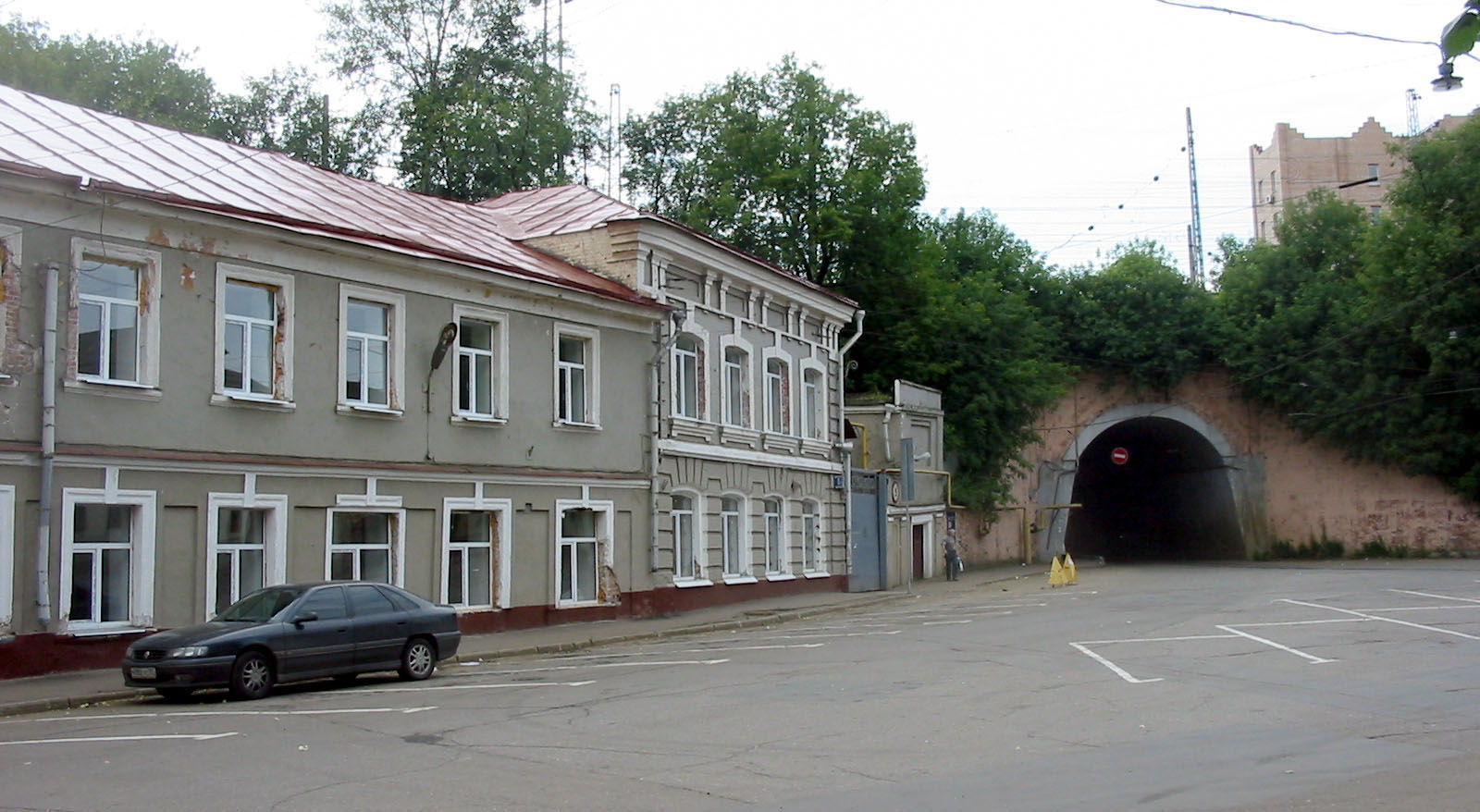
Тоннель под железнодорожными путями в начале улицы.

Нижняя Сыромятническая улица начинается вместе с Сыромятническим проездом непосредственно у тоннеля под железнодорожными путями Курского направления и Малого кольца МЖД, который соединяет их с Большим Полуярославским переулком. Проходит на восток и выходит на Сыромятническую набережную напротив Таможенного моста.

## Примечательные здания и сооружения

### по нечётной стороне
- № 5, строение 3А — Московская городская поисково-спасательная служба; журнал «Мир музея»;
- № 11 — Корпуса чаеразвесочной фабрики «Торгово-промышленное товарищество преемник Алексея Губкина А.Кузнецов и К» (1901, архитекторы П. В. Харко, К. К. Гиппиус, при участии С. М. Жарова)[1]. Здания являются выявленными объектами культурного наследия[2], в зданиях находится завод магнетронов и ламп бегущей волны «Плутон». В нём также располагается некоммерческое партнёрство «Викимедиа РУ».